# 多特島
54°3′S 37°21′W / 54.050°S 37.350°W

多特島在島嶼灣的位置

多特島（英語：Dot Island）是南極洲的島嶼，位於南喬治亞島島嶼灣南部，處於特恩島以西1.1公里，在1912年至1913年被繪入地圖，現時由南極條約體系管理。